# Coronados-szigeti bozótpatkány
A Coronados-szigeti bozótpatkány (Neotoma bunkeri) az emlősök (Mammalia) osztályának rágcsálók (Rodentia) rendjébe, ezen belül a hörcsögfélék (Cricetidae) családjába és a Neotominae alcsaládjába tartozó kihalt faj.

## Előfordulása
Ez a kisemlős a mexikói Déli-Alsó-Kaliforniához tartozó Coronados-szigeten élt.

## Életmódja
A bozótpatkányok többnyire éjszaka voltak aktívak és magányosan éltek.

## Kihalása
Mindössze 5 példánya ismert melyeket 1932-ben gyüjtött Burt.Valószínűleg kihalásának egyik fontos tényezője a betelepített, később elvadult macskák.